# Buddy DeFranco
Buddy DeFranco, właśc. Boniface Ferdinand Leonard DeFranco (ur. 17 lutego 1923 w Camden, New Jersey, zm. 24 grudnia 2014 w Panama City) – amerykański muzyk jazzowy.
DeFranco urodził się w rodzinie włoskich imigrantów. Jego ojciec Leonardo był stroicielem fortepianów oraz gitarzystą. Buddy w wieku pięciu lat rozpoczął naukę gry na mandolinie, a w kolejnych latach doskonalił się także w grze na klarnecie i saksofonie altowym. W 1939 ukończył Mastbaum School of Music w Filadelfii.
Laureat NEA Jazz Masters Award w 2006.